# Налог Робин Гуда
«Налог Робин Гуда» — налог на транзакции банков.
Идея налога на банковские транзакции была предложена в 70-х годах XX века американским экономистом Джеймсом Тобином (изначально предполагалось ввести его только на операции по конвертации валют).
Ввести такой налог предложил в конце 2009 года бывший британский премьер-министр Гордон Браун, но вопрос не был решен из-за несогласия США и ряда других стран.
В 2010 году была начата глобальная кампания за налог Робин Гуда: 350 экономистов обращались с письмом к G20 о введении налога, но безуспешно.
Накануне встречи в 2011 году министров финансов и глав центробанков G20 известные экономисты из 53 стран обратились к её участникам с письмом, в котором они обосновывают возможность и необходимость срочного введения налога на транзакции банков. Среди подписавшихся — влиятельный советник генсекретаря ООН Пан Ги Муна — Джеффри Сакс, профессора ведущих университетов Европы и США, а также идею письма поддержали нобелевские лауреаты Пол Кругман и Джозеф Стиглиц.